# Emy Rogge
Emy Rogge (* 4. Juli 1866 in Schweewarden i. O. (heute Nordenham); † 7. April 1959 Worpswede) war eine deutsche Malerin und Radiererin.

## Leben
Anna Emilie Clara Rogge, die 1866 in Schweewarden an der Wesermündung zur Welt kam, war Tochter von Johann Hinrich Rogge, des ersten Privatbankiers Butjadingens. Sie war als Malerin auch zu ihrem 90. Geburtstag aktiv und schrieb: „Zufriedenheit und ein dankbares Herz für alles Gute und Schöne, das mir an meinem langen Erdenweg entgegengebracht wurde, umgibt mich in der Stille der Natur. So Gott will möge die schöne Feier des 90. Geburtstages einen würdigen Abschluss bedeuten“. Emy Rogge verstarb am 7. April 1959 im Seniorenheim „Diedrichshof“. Sie fand auf dem Riensberger Friedhof in Bremen ihre letzte Ruhestätte. 

### Kunstausbildung
Ihre Mutter, Julie Caroline Clara geb. Naumann kam aus einer Leipziger Künstlerfamilie. Sie regte Emy zum Zeichenunterricht in einer Privatschule in Atens an. 1891 nahm sie ihr Onkel, der Bildhauer Oskar Rassau (1843–1912) in Dresden auf, wo sie bei der Blumenmalerin Carolin Friedrich (1828–1914) studierte und bei einem weiteren Lehrer Zeichenunterricht erhielt. Im Anschluss daran besuchte sie die Malschulen von Paul Müller-Kaempff (1861–1941), Georg Müller vom Siel (1865–1939) in der Künstlerkolonie Dötlingen und Gerhard Bakenhus (1860–1939) in Kreyenbrück, mit denen sie auch im 1904 gegründeten Oldenburger Künstlerbund verzeichnet ist. Alle drei spielten eine große Rolle in der Entwicklung der Oldenburger Landschaftsmalerei, die sich parallel zur Worpsweder seit etwa 1885 entwickelte. In jeweils eigener malerischer Handschrift nahmen auch sie die Natur zum Vorbild, gaben das sinnliche Erlebnis von Moor, Heide und Marschland in wechselnden Licht- und Luftverhältnissen der Jahreszeiten wieder. Paul Müller-Kaempff ging als Begründer der Künstlerkolonie Ahrenshoop in die Geschichte ein, wo 1894 auch eine eigene Malschule entstand, in der überwiegend Frauen, u. a. auch Emy Rogge, unterrichtet wurden.

### Arbeit als Künstlerin
Ab 1902 arbeitete Emy Rogge im Berliner „Kaiser Friedrich Museum“, dem heutigen Bode-Museum. Dort kopierte sie alte Meister. Im Museum hatte sie eine feste Anstellung für 20 Jahre. Kaiser Wilhelm II. sah ihr bei der Arbeit zu, als sie den Kaufmann Gisze von Holbein kopierte, und lobte sie für ihre herausragende Arbeitstechnik. Von dem damaligen Direktor Max J. Friedländer erhielt sie für ihre Arbeit ein ehrenvolles Zeugnis.
Obwohl sie in Berlin arbeitete, gehörte sie zu den Gründungsmitgliedern des „Oldenburger Künstlerbundes“. Von den 31 ordentlichen Mitgliedern waren zehn Frauen.
Sie hatte den großen Wunsch, ihr Arbeitsleben als Künstlerin in Worpswede fortzusetzen und die dortige Landschaft kennenzulernen. Dieser Wunsch ging 1922 in Erfüllung. Sie schrieb: „Das Dorf, die Heide und das Moor wurden meine zweite Heimat und das Feld meiner Tätigkeit im hohen Alter“. In der Worpsweder Landschaft hatte Emy Rogge die Möglichkeit, zusammen mit ihrem Bruder Cornelius in Worphausen, in der Nähe von Worpswede, eine Radierwerkstatt einzurichten. Die kolorierten und signierten Radierungen der „Rogges“ verbreiteten sich auch als Postkarten. Sie setzte für die von ihr hergestellten Grafiken in der Regel die traditionellen Drucktechniken ein. Sie zeugen von fundierter handwerklicher Ausbildung und haben einen ausgeprägt malerischen Charakter. Neben den bekannten Motiven mit Flussläufen und Bauernkaten radierte Emy Rogge auch Sehenswürdigkeiten wie die Worpsweder „Käseglocke“ oder das Bremer „Parkhotel“. Ihre Sujets scheinen oft ihrer Phantasie entsprungen zu sein und haben anekdotische Einschläge. Die von ihr eingebrachten Stimmungen sind in der Regel von jedem Betrachter gleich interpretierbar: der Nachtwächter in winterlichem Mondscheinlicht; der Besucher, der auf ein verschneites Reetdachhaus zugeht und dabei im Dunkeln dem Licht folgt, das aus einem beleuchteten Fenster den Weg erhellt; der einsame Wanderer beim Überqueren einer kleinen Brücke. Das kontrastierende Zusammenspiel von Licht und Schatten gibt diesen Arbeiten eine besondere Note.
Am 4. Juli 2019 wurde im Zusammenhang mit der Aktion „Frauenort Niedersachsen“ im Museum Nordenham im Landkreis Wesermarsch eine Dauerausstellung mit ihren Werken eröffnet.